# Takamanda nationalpark
Takamanda nationalpark är en nationalpark i Kamerun. Den inrättades 2008 för att skydda den akut hotade Cross river gorillan.
Nationalparken ligger i landets västra del vid gränsen mot Nigeria. På andra sidan gränsen ansluter Cross River nationalpark. Takamanda nationalpark täcker en yta av 676 km2.
1997 påbörjade zoologen Jacqueline L. Groves sina studier om gorillorna i Takamanda reservatet. Enligt hennes forskning fanns 1999 cirka 100 individer av Cross river gorilla i området.
Flera miljöskyddsorganisationer som Wildlife Conservation Society stödjade projektet för att inrätta en nationalpark. På så sätt skulle skogsavverkningen och jakten minskas som är de största hoten mot gorillorna.
Förutom Cross river gorillan lever flera sällsynta reptiler i nationalparken. Enligt en studie som utfördes 2001 lever här dvärgkrokodilen (Osteolaemus tetraspis), den sågtandade ledsköldpaddan (Kinixys erosa), Homes ledsköldpadda (Kinixys homeana), nillädersköldpadda (Trionyx triunguis), en art av husgeckor (Hemidactylus mabouia) och en kameleont (Chamaeleo cristatus) samt flera andra arter.